# Biskupi San Andrés Tuxtla
Biskupi San Andrés Tuxtla – biskupi diecezjalni i biskupi koadiutorzy diecezji San Andrés Tuxtla. 

## Biskupi

### Biskupi diecezjalni
| Lata urzędowania | Biskup | Biskup                           | Uwagi |
| ---------------- | ------ | -------------------------------- | --- |
| 1959–1965        |        | Jesús Villareal y Fierro         | |
| 1965–1968        |        | Arturo Antonio Szymanski Ramírez | następnie biskup diecezjalny Tampico w latach 1968–1987, późniejszy biskup diecezjalny San Luis Potosí w latach 1987–1999 (od 1988 arcybiskup metropolita) |
| 1969–2004        |        | Guillermo Ranzahuer González     | |
| 2004–2014        |        | José Trinidad Zapata Ortiz       | następnie biskup diecezjalny Papantla |
| 2015–2020        |        | Fidencio López Plaza             | następnie biskup diecezjalny Querétaro |
| od 2021          |        | José Luis Canto Sosa             | |

### Biskupi pomocniczy
| Lata urzędowania | Biskup | Biskup                           | Uwagi |
| ---------------- | ------ | -------------------------------- | --- |
| 1960–1965        |        | Arturo Antonio Szymanski Ramírez | koadiutor, następnie biskup diecezjalny San Andrés Tuxtla w latach 1965–1968, późniejszy biskup diecezjalny Tampico w latach 1968–1987, następnie biskup diecezjalny San Luis Potosí w latach 1987–1999 (od 1988 arcybiskup metropolita) |